# Bradley Fuller (Beachvolleyballspieler)
Bradley „Brad“ Fuller (* 13. Oktober 1995 in Tauranga) ist ein neuseeländischer Beachvolleyballspieler. Er wurde 2022 australischer Meister.

## Karriere
Nach einem siebzehnten Platz 2012 und einem 25. Rang ein Jahr später bei den Weltmeisterschaften der unter Neunzehnjährigen jeweils mit Liam Matheson legte Bradley Fuller eine längere Pause ein, bevor er 2016 und 2020 mit Daryl Lewis insgesamt dreimal Fünfter sowie mit Paora Morunga von 2018 bis 2020 einmal Dritter, zweimal Vierter und ebenso oft Fünfter bei nationalen Turnieren wurde. Dazu kam 2021 ein weiterer dritter Platz mit Griffin Muller.
2022 bildeten Bradley Fuller und Sam O’Dea ein Duo. Die beiden gewannen zwei Turniere der Neuseelandtour, siegten im Finale der australischen Meisterschaft gegen Izac Carracher / Mark Nicolaidis und erreichten die Endspiele bei den Futures in Balıkesir und in Giardini-Naxos. In Italien standen sie dabei auf der obersten Stufe des Treppchens. Beim Challenge in Agadir überstanden sie die Vorausscheidung und die Gruppenphase, konnten sich jedoch im Match um den Einzug in die Runde der besten sechzehn Beachpaare nicht durchsetzen und belegten so den geteilten siebzehnten Rang. Bei den Commonwealth Games in Birmingham blieben sie im Pool ungeschlagen, verloren jedoch anschließend ihr Viertelfinale.
In der folgenden Saison entschieden sich der in der Bay of Plenty Region geborene Sportler und Alani Nicklin für eine Zusammenarbeit. Die Kiwis gewannen die Finals der heimatlichen Beachserie und standen viermal in Folge im Viertelfinale bei Futures sowie danach einmal auf der zweiten Stufe des Stockerls. Sie siegten im AVC Continental Cup der Ozeanien Zone, bevor sie ihr wertvollstes Resultat bei der internationalen Beachserie erkämpften. In Nuvali eliminierten sie in der Qualifikation die zu diesem Zeitpunkt amtierenden spanischen Meister Alejandro und Javier Huerta, bevor sie sich im Pool den dritten Rang durch einen Sieg über die amtierenden Schweizer Meister Florian Breer und Marco Krattiger sicherten. In der Lucky Loser Runde bezwangen sie den Europameister, dreimaligen Olympiateilnehmer und dreifachen World Tour Champion Aleksandrs Samoilovs und seinen jüngeren Bruder Mihails, bevor sie von den Finalisten des Events Thomas Hodges und Zachery Schubert gestoppt wurden und so den geteilten neunten Rang im Endklassement belegten. Im nächsten Jahr wurden sie nach einem ersten, einem zweiten und zwei dritten Plätzen Gesamtsieger der nationalen Turnierserie und daher Landesmeister 2024. Das war das erfolgreiche Ende ihrer Zusammenarbeit.
Im März 2024 entstand zwischen Ben O’Dea und Fuller eine neue Partnerschaft im Sand. Beim Challenge in Saquarema besiegten sie in der Qualifikation die 2022 WM fünften Kusti Nõlvak / Mart Tiisaar und anschließend die amtierenden französischen Meister Olivier Barthélémy / Samuel Cattet, verloren jedoch im Hauptwettbewerb beide Spiele. Nachdem sie bei den folgenden gleichartigen Wettbewerben in Xiamen und Stare Jablonki in der Vorausscheidung gescheitert waren, beendeten sie eine Veranstaltung der heimischen Beachserie und das Futures in Mount Maunganui auf der obersten Podeststufe. Bei der AVC Beach Tour wurden sie einmal Zweite und einmal Fünfte, ehe sie beim Challenge in Xiamen die zwei Qualifikationsrunden ungeschlagen und die Poolphase durch den Sieg über die Sagstetter Brüder Benedikt und Jonas als Dritte überstanden und so den geteilten siebzehnten Rang belegten.